# Atazalbea
Atazalbea fue una unión de la provincia española de Guipúzcoa que aglutinaba las localidades de Ataun, Zaldivia y Beasáin.

## Historia
La unión se formó mediante una escritura de concordia en 1818 y aglutinaba las villas de Ataun, Zaldivia y Beasáin. Se disolvió en 1852. Aparece descrita en el Diccionario histórico-geográfico-descriptivo de los pueblos, valles, partidos, alcaldías y uniones de Guipúzcoa (1862) de Pablo de Gorosábel con las siguientes palabras:

ATAZALBEA: union de las villas de Ataun, Zaldivia y Beasain, formada en virtud de escritura de concordia celebrada el dia 10 de abril de 1818. Se constituyó para nueve años, y tuvo por objeto economizar las dietas del apoderado que cada villa debía nombrar á las juntas generales y particulares de la provincia. Consiguientemente convinieron las tres asociadas en alternar la eleccion del representante comun en la forma que arreglaron. Esta hermandad se renovó para otros nueve años mediante escritura otorgada en 19 de setiembre de 1827; y continuó observándose, sin haberse otorgado ninguna posterior, hasta el año de 1852 en que quedó disuelta, como lo está en el dia desde entonces.
(Gorosábel, 1862, p. 71)